# Awanhard-Stadion (Uschhorod)
Das Awanhard-Stadion (ukrainisch Авангард ‚Avantgarde‘) ist ein multifunktionelles Stadion in Uschhorod, Oblast Transkarpatien, Ukraine. Es wird momentan meistens für Fußballspiele benutzt und ist das Heimstadion des FC Hoverla-Zakarpattya Uschhorod. Das Stadion bietet Platz für 12.000 Zuschauer.
Das Stadion wurde 1952 erbaut und 2005 renoviert. Die Spielfeldgröße liegt bei 104 × 68 m. Die Architekten waren Jewhen Walz, Emil Egresi und Sandor Kavas. 2012 wurde das Stadion an den besten regionalen Verein FC Hoverla-Zakarpattya Uschhorod für die nächsten 20 Jahre vermietet.